# Szencse
Szencse (szlovákul: Svätuša, korábban: Senča) a Szlovákiában található 1196 lakosú (2001-ben) Bellegszencse község nyugati településrésze. A nyitrai kerület érsekújvári járásában.

## Fekvése
A Garam-menti dombság nyugati részén, Lévától 26 km-re délnyugatra, Barsfüsstől 3 km-re délre, Nagymányától 6 km-re délkeletre, Érsekújvártól 28 km-re északkeletre, Nagysuránytól 20 km-re keletre található.

## Története
A területen a régészek neolit korabeli (Kr. e. 5000-ből való), úgynevezett Potiskovej kultúrához tartozó leleteket tártak fel.
A település első említése – Scentusa formában – 1156-ból való. Kezdetben jobbára magyarok lakták. Neve puszta személynévből alakult ki, magyar névadással. A nyelvészek többsége szerint a magyar „szent” szóból keletkezett „Szentüs” személynév az alapja. 1156-ban a kisebb egyházas helyek között szerepel, melynek dézsmáját az esztergomi érsek átengedte a káptalannak.
1258-ban Szolgagyőr várának tartozéka, melyet István király a Hont-Pázmány nembeli Forgách Andrásnak adományozott. Ezt az adományt 1268-ban IV. Béla megújította, amikor András fia Iwancát megerősítette az itteni földek birtoklásában. 1276-ban IV. László a várnépek lakatlan, 5 ekényi szencsei (Zenche) földjét Madari Péternek adta, aki 1277-ben 15 M-ért eladta azt Iwanca fia Andrásnak. 1294-ben Csák Máté Bars várához csatolta. 1298-ban Iwanca az itteni földjeiből 20 holdat átengedett Ed fia Lőrincnek. 1299-ben két Szencsét is megkülönböztettek. Az egyik Nagyszencse volt, melytől keletre (Belleg felé) terült el Szencse földje. A XIV. sz. legelején már létezett a nevét a faluról vevő Szencsei család, akik közül 1304-ben Szencsei László a Bagota (Bohatá) faluban lévő „torozmei” birtokának felét Tiburcnak és a Bagotai nemeseknek adományozta. 1330-ban Szencse (Scemche) neve – az idevezető nagy út miatt – Baracska (ma Barsbaracska) mentálisában szerepel. 1332-ben papjáról tesz említést a pápai tizedjegyzék.
A hódoltság alatt elnéptelenedett, s a XVII. sz.-ban szlovákokkal népesítették újra. A XVIII. sz.-ban a Malonyay család a legnagyobb földesura, de mellettük több kisebb birtokos is osztozott rajta.
1851-ben Fényes Elek az alábbiakat jegyezte fel a településről: „Szencse tót falu Bars vármegyében. 454 katholikus lakossal, bor és gabona termesztéssel. Többeké”.
A településsel kapcsolatos okiratokon a Baka, a Heiman, a Karlik, a Knecsera, a Martis, a Pánisz, a Sulka, a Szabó és a Turányi családnevek is szerepelnek. A 20. század elején a Bars vármegye verebélyi járásához tartozó kisközség római katolikus elemi iskolával, könyvtárral (1921-től), valamint 590 szlovák anyanyelvű lakossal (1910) rendelkezett. Körjegyzőségi székhelye, utolsó postája és távíróhivatala Barsfüssön működött. Lakói jobbára földművelésből és állattenyésztésből éltek, de többeknek az erdészet és a közlekedés adott megélhetést. Trianon döntése következtében 1920-ban Csehszlovákiához került, s 1927-ben szlovák nevét Senčára változtatták. 1938–1945 között ismét Magyarországhoz tartozott, de a második világháborút követően visszakerült Csehszlovákiához.
Neve Svätuša formára 1948-ban változott. Az elektromos áramot 1956-ban vezették be a faluba. A völgytalpi útifalu 1960-ban egyesült – Bellegszencse (szlovákul: Podhájska) néven – a vele keletre egybeépült Kisbelleggel.  Az egyesített település 1993-tól – a csehszlovák állam felbomlása óta – Szlovákia része.

## Népessége és gazdaság
A lakosok döntő többsége római katolikus, akik a Juraj Chovan plébános vezette nagymányai plébánia szencsei filiáját alkotják. (2002 júliusáig a barsfüssi plébániához tartoztak.) Az itt élők döntő többsége szlovák nemzetiségű. Aktív korú lakói többségének jelenleg még a mezőgazdaság és a környék (leginkább Érsekújvár, Léva) ipari, kereskedelmi és szolgáltatóegységei nyújtanak megélhetést, de egyre több azok száma, akik a növekvő idegenforgalomból is profitálnak.

## Nevezetességei
- Szencse legjelentősebb építészeti értéke az 1903-ban (más források szerint a XIX. század végén) épült, 1904 szeptemberében Nagyboldogasszony tiszteletére szentelt, homlokzat előtti tornyos római katolikus templom. Említést érdemel még a templom előtt álló népies feszület is.